# Anita Shapira
Anita Shapira (in ebraico אניטה שפירא‎?; Varsavia, 25 marzo 1940) è una storica israeliana.
È professoressa nel Dipartimento di Storia Ebraica dell'Università di Tel Aviv e Direttrice dell'Yitzchak Rabin Center. Il suo campo di studio è la storia ebraica moderna ed è specializzata nella storia del Sionismo, della Comunità ebraica in Palestina a partire dal 1882 e dello Stato d'Israele

## Opere
- Berl: The Biography of a Socialist Zionist, Cambridge University Press, 1984, ISBN 0-521-25618-6
- Land and Power: The Zionist Resort to Force, 1881-1948, Oxford University Press, 1992, ISBN 0-19-506104-7
- Yigal Allon, Native Son: A Biography, University of Pennsylvania Press, 2007, ISBN 978-0-8122-4028-3
- L'imaginaire d'Israël: histoire d'une culture politique., Calmann-Lévy, 2005, ISBN 978-2-7021-3633-1.